# 卡拉戈达
卡拉戈达（Kharaghoda），是印度古吉拉特邦Surendranagar县的一个城镇。总人口10927（2001年）。

## 人口
该地2001年总人口10927人，其中男性5855人，女性5072人；0—6岁人口1757人，其中男912人，女845人；识字率40.98%，其中男性为51.58%，女性为28.75%。